# Darrell Spring
Darrel Spring es una localidad de Trinidad y Tobago, que forma parte de la parroquia de St. Andrew.

## Geografía
La localidad abarca parte de la isla de Tobago y limita al norte y este con Mount Grace, al sur con Scarborough y al oeste con Idlewild-Whim.

## Demografía
Datos demográficos de la localidad de Darrel Spring:
| Gráfica de evolución demográfica de Darrel Spring entre 2000 y 2011 |
|                                                                     |